# نقوش حمى العربية القديمة
نقوش حمى العربية القديمة هي مجموعة من خمسة وعشرين نقشًا اكتشفت في حمى، على بُعد 90 كيلومترًا شمال نجران، في جنوب المملكة العربية السعودية، مكتوبة بالأبجدية العربية المبكرة. وهذه من منطقة حمى الأثرية التي اكتشفت في هذه المنطقة والتي اُكتُشفَت خلال البعثة السعودية الفرنسية للآثار المسماة البعثة الأثرية الفرنسية السعودية في نجران. كانت هذه أولى النقوش العربية القديمة التي تم اكتشافها في المملكة العربية السعودية، قبل ذلك لم تكن هناك نقوش عربية معروفة إلا في سوريا مثل نقش النمارة. وقد توسعت النقوش بشكل كبير في فهم تطور الخط العربي.

## التأريخ
في حين أن غالبية نقوش الحمى لا تحمل تاريخًا مطلقًا، فإن بعضها يرجع تاريخه إما إلى عام 470 أو 513 م، مما يجعل النقش الأول (Ḥimà- Sud Pal Ar 1) أقدم نقش عربي قديم مؤرخ بدقة، والنقوش الأقدم منه غير مؤرخة.

## التفسير والأهمية
العديد من نقوش حمى مسيحية بشكل صريح، ويبدو أن النقوش هي نتاج أنشطة مجتمع مسيحي، خاصة بالنظر إلى رموزها الزخرفية المسيحية مثل الصلبان الكبيرة والمزخرفة. كان التقويم المستخدم للإشارة إلى التواريخ هو عصر بُصري، والذي يبدأ بما يعادل عام 106 م في التقويم الغريغوري وفقًا لتاريخ إنشاء المقاطعة الرومانية البتراء العربية. يمكن أيضًا رؤية استخدام هذا التقويم في نقش عربي قديم آخر، وهو نقش جبل سيس. ربما كان اختيار استخدام النص العربي القديم خيارًا واعيًا لمواءمة هؤلاء الأفراد في منطقة نجران بشكل أوثق مع أتباع دينهم في الشمال، على النقيض من النص المستخدم في مملكة حمير. وعلاوة على ذلك، فإن استخدام نفس النص لأول مرة في جنوب شبه الجزيرة العربية، وشمال شبه الجزيرة العربية، والمناطق الناطقة بالعربية في جنوب ووسط سوريا إلى جانب التراجع في استخدام الآرامية يشهد على اتجاه كبير نحو التوحيد الثقافي بين العرب في القرنين الخامس والسادس. ربما كان هذا مصاحبًا للانفصال التدريجي عن الإمبراطورية الرومانية. من الواضح أن العديد من الأسماء في نقوش حمى هي حميرية، والبعض الآخر مشتق بوضوح من أسماء شخصيات في العهد القديم، مثل إسحاق وموسى.

## استخدام الألقاب الإلهية
| لقب        | عدد مرات الظهور | النقش                             |
| ---------- | --------------- | --------------------------------- |
| إله        | 1               | حمى سود بالار 8                   |
| عبد المسيح | 1               | حمى المصاحف بالار 5               |
| السيد لقيس | 2               | حمى-سود بالار 5، هيما-سود بالار 8 |

## التسمية/التفصيل
وقد نُشرت هذه النقوش الخمسة والعشرون باللغة العربية القديمة، إلى جانب أربعة عشر نقشًا سبئيًا، في عام 2014. وقد تم تصنيف النقوش العربية القديمة على النحو التالي: حمى-سود بالار 1-12، وحمى-إذباه بالار 1-7، وحمى المسمّات بالار 1-6. تم تفصيل النقوش السبئية على النحو التالي: بير حمى ساب 1–5، وحمى-السود ساب 1–4، وحمى المسمات ساب 1–5. تشير حروف الجر في عناوين النقوش المُقترحة، إلى المنطقة الفرعية في حمى التي تم العثور على النقوش فيها.

## النص
النسخة المنشورة الوحيدة لجميع نقوش حمى القديمة العربية تحتوي فقط على ترجمة إلى اللغة الفرنسية.

### حمى سود بالار 1
الترجمة الحرفية
1 ثوبن ملكو
2 بهر برك
3 عم 3x100
4 20+20+20+4
ترجمة
1 ثوبان (فلس) مالك
2 شهر من البرك

 3 من عام 364

### حمى سود بالار 2
الترجمة الحرفية
سحاق برمير
ترجمة

 إسحاق ابن أمير

### حمى سود بالار 3
الترجمة الحرفية
1 ث ..
2 {دم} ثوبان بر
3 مليون كيلو وات
ترجمة
1 صليب (النوع 2) (الصليب المسيحي)
2 {دم} ثوبان فلس

 3 مالك

### حمى سود بالار 4
الترجمة الحرفية
ثو ثوبن بر ملک(و)
ترجمة

 ثوبان ابن مالك

### حمى سود بالار 5
الترجمة الحرفية
1 توبن بر ملو كتب
2 أيام برمرعي قيس كتب
ترجمة
1 ثوبان فلس دي مالك مكتوب

 2 إيلي ابن مرعي القيس كاتب

### حمى سود بالار 6
الترجمة الحرفية
ثوبن بن ملكو
ترجمة

 ثوبان بن مالك

### حمى سود بالار 7
الترجمة الحرفية
توبن بر ملكو
ترجمة
ثوبان ابن مالك
يحتوي على صليب كبير

### حمى سود بالار 8
الترجمة الحرفية
1 ثوبان بر مرتد
2 رابعه بر موسى
3 ثوبان بر مرتد
4 ايلي بر مرو قيس بر تيم
5 آل-آله …
ترجمة
1 ثوبان ابن مرثد
2 رابعة ابناء موسى
3 ثوبان فلوس من مرثد
4 إيلي ابن امرؤ القيس ابن تيم
5 الله…
ترجمة جزئية باللغة الإنجليزية 
1 طوبان بن مرتد
5 ـ إيلي بن امرؤ القيس بن تيمو

 6 الله ----

### حمى سود بالار 9
الترجمة الحرفية
توبن بر ملكو
ترجمة

 ثوبان ابن مالك

### حمى سود بالار 10
الترجمة الحرفية
1 شهر
2 نعمان بر ملك
3 …
4 كروا (النوع 3) (ثوبن) بر مرتد ᾿l-᾿l(ح)..
5 (ل-)مية بر الحرث
6 … … … (?)
7 … … … (?)
8 … … … (?)
ترجمة
1 معاوية
2 نعمان ابن مالك
3 …
4 كروا (الصليب المسيحي) (نوع 3) (ثوبان) فلس دي مرثد الإله…
5 ـ معاوية ابن الحارث
6 … … … (?)
7 … … … (?)

 8 … … … (?)

### حمى سود بالار 11
الترجمة الحرفية
مندر بر حرث
ترجمة

 منذر بن الحارث

### حمى سود بالار 12
الترجمة الحرفية
توبن بر ملكو
ترجمة

 ثوبان ابن مالك

### حمى الذبح بالار 1
الترجمة الحرفية
قيسوا بر ملكو
ترجمة

 قيس بن مالك

### حمى الذبح بالار 2
الترجمة الحرفية
حرملة بر نظلة
ترجمة

 حرملة ابن حنظلة

### حمى الذبح بالار 3
الترجمة الحرفية
كوب بر ثعلبه
ترجمة

 كوب بن ثعلبة

### حمى الذبح بالار 4
الترجمة الحرفية
حنظلة بر ق .. ش .. يرو
ترجمة

 حنظلة ابن …

### حمى الذبح بالار 5
الترجمة الحرفية
أمر بر …
ترجمة

 أمير بن …

### حماة أذباح بالار 6
الترجمة الحرفية
مويه بر الحرث
ترجمة

 معاوية ابن الحارث

### حمى الذبح بالار 7
بحسب البحث المنشور، فإنه من غير الممكن في الوقت الحاضر قراءة مؤكدة لهذا النقش.

### حمى المصوت بالار 1
الترجمة الحرفية
1 [..](س)و بر خدش
2 5+1+1+1
3 …](᾿)lm᾿mr snt 4x100
ترجمة
1 (قيس ؟) ابن الخيداش
2 [ الترجمة غير متوفرة ]

 (٣) [في شهر من] المتمير 40(2)8

### حمى المصوت بالار 2
الترجمة الحرفية
1 عدى
2 بر سمي بر عدى
ترجمة
1 عدي

 2 فلس بن سمية فلس بن عدي

### حمى المصوت بالار 3
الترجمة الحرفية
1 سميو
2 بر عدى
ترجمة
1 سمية

 2 بن عدي

### حمى المصوت بالار 4
الترجمة الحرفية
1 …
2 … ملكو بر بورو …
3 … ط في ال-…
4 ….. بر ᾿l-ml(k)
5 … آل الملك آل الحسن قيس بر
6 زمن هلك م(.)رو بر الحرث
ترجمة
1 … …
2 … مالك ابن البحر …
3 …
4 … ابن الملك
5 … لو روي الحسن قيس ابنا …

 6 قند موروت المر فلس الحارث

### حمى المصوت بالار 5
الترجمة الحرفية
(الصليب المسيحي)
عبد المسيح
الترجمة الانجليزية 
(الصليب المسيحي)

 عبد المسيح

### حمى المصوت بالار 6
الترجمة الحرفية
(الصليب المسيحي)
عمرو بر مر(د).
ترجمة
(الصليب المسيحي)

 عمرو بن مراد (?)

## طالع أيضًا
- نقش النمارة
- العربية القديمة
- النقوش العربية قبل الإسلام

## روابط خارجية
- نقش بروتو عربي من منتصف القرن السادس (مسيحي؟) من شمال شبه الجزيرة العربية يذكر الإله بقلم خوان كول
- نقش عربي نبطي من حمى يعود تاريخه إلى ما قبل الإسلام، سنة 513 ميلادي (الوعي الإسلامي)